# 青空/magic
『青空/magic』（あおぞら/マジック）は、日本の歌手・Salyuの15枚目のシングル。2011年7月13日にトイズファクトリーより発売された。

## 背景
本作の表題曲1曲目である「青空」は、Mr.Childrenの桜井和寿が作詞および作曲を手掛けている。桜井が他アーティストへの楽曲提供で作詞・作曲どちらも担当するのはこれが初となる。
Salyuは4年ほど前から桜井への楽曲提供のオファーを行なっていたものの、その度に「今はタイミング的に難しい」と断られ続けていた。そんな中、2010年4月13日にOORONG STUDIO TOKYOで開催されたMr.Childrenの関係者向けスタジオライブ『Mr.Children Shooting Live SPLIT THE DIFFERENCE』にゲスト出演し、セッションで「虜」「to U」を披露。その際の打ち上げで桜井から「今だったら書けるかも」という言葉があったため、改めて正式にオファーし実現に至った。その後早い段階で楽曲の叩き台は出来上がっていたものの、salyu × salyuとしての活動も決定していたため、2011年にsalyu × salyu名義で発売したアルバム『s(o)un(d)beams』を引っ提げたツアー『salyu × salyu tour s(o)un(d)beams』を終えてから本格的に制作がスタートした。

## 制作・音楽性
「青空」について、Salyuは「人の耳に心に気さくに入っていける楽曲」と語っている。今回の楽曲提供に際しては、「桜井さんが私から受ける純粋な印象を知りたかった」という理由からSalyu側から具体的な要望は出さなかったという。一方、作詞・作曲を担当した桜井和寿は、「サビの後半で彼女が声を張ってく感じを、そもそもイメージして作ってた」と発言している。元々、桜井は「擬態」を提供曲として制作していたが、「そのうち、人に提供するのではなく、自分たちで歌いたいと思うようになった」ため、代わりに書かれたのが本楽曲である。
「青空」のレコーディングについて、楽曲の中に「ダイナミズムっていうか、穏やかに歌うところも、叫びきって歌うところも、いろいろ共存してる」ため、歌うのはすごく難しかったとSalyuは発言している。桜井からは「あまり難しいことを考えずに、伸び伸びと歌って」とアドバイスを受けたほか、ボーカルに関する具体的なディレクションも受けたという。

## リリース・プロモーション
通常盤のみの1形態で発売。前作『LIFE』以来約11か月ぶりとなるシングル。
本作のアートディレクターは平野文子 (THROUGH.) が担当。
発売日当日の2011年7月1日には、本作の発売を記念してUstreamで特別番組が配信された。

## 収録曲
- 全編曲・プロデュース：小林武史 / 全弦編曲：小林武史・四家卯大

1. 青空 [5:01]
  - 作詞・作曲：桜井和寿

2015年にジャパン・スローシネマ・ネットワーク配給映画『ちえりとチェリー』主題歌として起用された[16]。
ミュージック・ビデオが制作されており、トイズファクトリーおよびSalyuの公式YouTubeチャンネルで公開されている。
16thシングル『Lighthouse』には、2011年11月30日から12月1日まで開催されたライブ『a brand new concert issue "m i n i m a" -ミニマ- Salyu × 小林武史』のライブ音源が収録されている[17]。
2. magic [4:23]
  - 作詞・作曲：小林武史

フジテレビ系情報番組『めざにゅ〜』テーマソング[18]（2010年10月4日 - 2011年3月31日）。

## 参加ミュージシャン
- 小林武史：Piano / Keyboards
- 田中義人：Electric Guitar (#1)
- 名越由貴夫：Electric Guitar (#2)
- 桜井和寿：Acoustic Guitar (#1)
- 前田啓介：Bass (#1)
- キタダマキ：Bass (#2)
- 河村“カースケ”智康：Drums (#1)
- 白根賢一：Drums (#2)
- 四家卯大ストリングス：Strings (#1, #2)
- ASA-CHANG：Percussion (#1)
- ヤマグチヒロコ：Chorus (#1)
- 安達練：Computer Programming

## ライブ映像作品
| 曲名 | 作品名                                   |
| ---- | ---------------------------------------- |
| 青空 | photogenic                               |
| 青空 | ap bank fes '11 Fund for Japan           |
| 青空 | Salyu 10th Anniversary concert "ariga10" |

## 収録アルバム
- 『photogenic』 (#1, #2)
- 『Salyu 20th Anniversary Tribute Album "grafting"』 (#1) - セルフカバーとして新録。

## カバー
青空
- 桜井和寿（2015年6月28日） - 自身が所属するユニット・ウカスカジーのライブ『MIFA Football Park 1st anniversary party』内での自身のソロコーナーにてセルフカバー。